# Norberg (plaats)
Norberg is de hoofdplaats van de gemeente Norberg in het landschap Västmanland en de provincie Västmanlands län in Zweden. De plaats heeft 4634 inwoners (2005) en een oppervlakte van 808 hectare. Het tätort Norberg bestaat eigenlijk uit twee verschillende delen het eigenlijke Norberg in het zuiden en Kärrgruvan in het noorden. Norberg maakt deel uit van de regio Bergslagen.
Norberg is waarschijnlijk het bekendst van het Norbergfestival, het grootste elektronische muziek festival in Scandinavië. Dit festival wordt gehouden in een oude ijzermijn.

## Verkeer en vervoer
Bij de plaats lopen de Riksväg 68, Riksväg 69 en Länsväg 256.
Door de plaats loopt de spoorlijn Ängelsberg - Norberg.